# إلى آخره

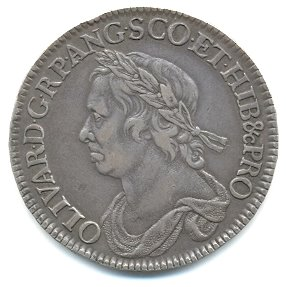

«إلى آخِرِهِ» هي عبارة مركبة شائعة الاستخدام لتمثيل سلسلة من المفردات المتشابهة في المعنى أو الوصف، بحيث يتم اختصار ذكرها (نطقا وكتابة) بعبارة «إلى آخره»، وشاع اختصارها أيضا إلى الأحرف الثلاثة «إلخ» وتلفظ إلَخ. أغلب استخدامات «إلى آخره» تكون عند ورود الأمثلة:
«يمكن حساب محيط المربع بجمع أطوال أضلاعه، وينطبق الأمر على سائر المضلعات الأخرى مثل المثلث، المستطيل، المعيّن، إلخ.»

## في لغات أخرى
تترجم «إلى آخره» في اللغة الإنجليزية إلى عبارة Et cetera (تنطق «إت سِـتَـرا» مع تسهيل التاء والراء بدون تشديد على إخراجهما)، وهو تعبير لاتيني عن عبارة «and so forth= إلى آخره» أو ما شابهها مثل «and other things= و(الأشياء، الأمور، الأغراض) الأخرى». التعبير مأخوذ من تعبير لاتيني يعني حرفيا «and the rest (of such things)= والباقي (من الأشياء)»، وهو بدوره منقول من تعبير إغريقي «kai hetera كاي هِـتِـرا». الكلمة Et تقابل واو العطف and وكلمة cetera جمع لكلمة ceterum/caeterum وتعني «الباقي».
من الشائع وصل الكلمتين معا لتصبح etcetera، وهذا مقبول لدى الكثير من القواميس، ويمكن نطقها «إت ساترا» بألف مائلة إلى الياء. عموما تختصر إلى etc. وهناك اختصارات مهملة استخدمت كثيرا في التشريعات والرياضيات وكتابة القيود، منها &/c و&c و&ca (مع العلم أن علامة & هي الأولى لكن تعذر ذلك مع اتجاه الكتابة من اليمين إلى اليسار).
Et cetera تستخدم كثيرا لتمثيل تتابع منطقي لسلسلة من الأوصاف، مثلا في التعبير التالي:
"We will need a lot of bread: wheat, white, etc."
المعنى: «سنحتاج الكثير من الخبز: القمح، الطحين، إلخ».
هنا تمثل "etc" العبارة التالية التي يمكن استنباطها "and other types of bread"= «والأنواع الأخرى من الخبز». من الأخطاء الشائعة القول والكتابة "and etc." حيث تكون كلمة and زائدة، والمقطع السابق قد يفهم "and and the rest"= «و والباقي»، بالطبع وفق المنطق الإنجليزي.
نموذجيا، فإن المختصر للعبارة يجب أن يختتم بنقطة، ويسبق بفاصلة، كقولنا:
A, B, C, etc.
وليس:
A, B, C etc
إلا أنه من المتعارف عليه في الإنجليزية البريطانية ودور النشر فيها، أن الفاصلة السابقة لها لم تعد مستخدمة ولا حتى النقطة، وعموما يفضل للكتّـاب استخدام الأسلوب التقليدي مالم تفرض المتغيرات عليه غير ذلك.
كما وتستخدم النقاط الثلاث "..." كبديل عن et cetera عندما نكون في نهاية الجملة، كقولنا:
We need a lot of fruit: apples, bananas, oranges…
المعنى: «نحتاج الكثير من الفاكهة: التفاح، والموز، والبرتقال...»
(لاحظ أن العبارة مكتوبة باتجاه اليمين إلى اليسار، ما قد يتسبب في ظهور النقاط والرموز نهاية السطر العربي، بدلا من نهاية السطر اللاتيني)، كما يمكن كتابة العبارة السابقة أيضا هكذا:
We need a lot of fruit: apples, bananas, oranges… etc.
المعنى: «نحتاج الكثير من الفاكهة: التفاح، الموز، البرتقال... إلخ»
في قائمة من الأشخاص، تستخدم et al. بدلا من etc. (اختصار للعبارة "et alii"= «والباقون»). أقل انتشار هو استخدام et al. مع الأماكن (هذه المرة، الكلمة et al. اختصار "et alibi"= «وأماكن أخرى»).
هناك خطأ شائع في كتابة الاختصار كالتالي "ect." (مع أنه قد يكون مقصودا في إشارة طريفة إلى نايجل مولسورث (مؤلف))، أيضا هناك خطأ إملائي ككتابة "ex cetera" وأيضا "et cetra".

## الاستخدام من قبل العائلات الملكية
أفراد العائلات الملكية الأوروبية، الذين يحملون في بعض الأحيان ألقابا طويلة طبقا لمزاعم ملكية الأقاليم والمقاطعات وكنوع من أنواع التفاخر أيضا، غالبا ما يختصرون اللقب الكامل بإلحاق "et cetera"، وأحيانا ما يكررونها كنوع من الكبرياء، لعل أشهر مثال على ذلك قيصر روسيا نيقولا الثاني، الذي اعتاد بالبدء في ذكر لقب شهرته القصير (بالرغم من طوله):
"We, Nicholas II, By the Grace of God, Emperor and Autocrat of All the Russias, King of Poland, Grand Duke of Finland, et cetera, et cetera, et cetera"
المعنى: «نحن، نيقولا الثاني، بفضل من الله ونعمة، الإمبراطور المتسيد لجميع أرض روسيا، ملك بولندا، دوق فنلندا العظيم، إلى آخره، إلى آخره، إلى آخره».
في فيلم The King and I= أنا والملك (1956)، قام الممثل يول برينر بدور ملك مملكة سيام، مونغكوت، بترديد et cetera ثلاثا في مناسبات مختلفة، مع أن هذا لم يحدد مدى تأثر الملك بملوك أوروبا.